# Sistema Dewey de clasificación
El Sistema de Clasificación Decimal Dewey (también llamado CDD) es uno de los sistemas de clasificación de bibliotecas. 
Fue desarrollado por Melvil Dewey, un bibliotecario del Amherst College en Massachusetts, Estados Unidos, en 1876. El propósito inicial fue desarrollar un sistema de clasificación para esa biblioteca, y desde ese momento ha sido enormemente modificado y ampliado en el transcurso de sus veintitrés principales ediciones que han ocurrido hasta 2012. Durante este tiempo y desde 1894 también se han desarrollado 15 ediciones abreviadas, basadas en la Edición mayor desarrollada generalmente un año antes.
Las 10 grandes clases que lo conforman son (basadas en la Edición 14 abreviada, traducida en el año 2008):
- 000 - Ciencias de la Computación, Información y Obras Generales.
- 100 - Filosofía y Psicología.
- 200 - Religión, Teología.
- 300 - Ciencias Sociales.
- 400 - Lenguas.
- 500 - Ciencias Básicas.
- 600 - Tecnología y Ciencias Aplicadas.
- 700 - Artes y recreación.
- 800 - Literatura.
- 900 - Historia y Geografía

Estas categorías principales se subdividen, a su vez, cada una de ellas, en diez clases, en un modelo jerárquico decimal de diversos niveles. El primer nivel (también llamado sumario) comprende estos diez grupos, el segundo sumario estaría formado por cien grupos, diez por cada uno de los diez anteriores. El tercer nivel abriría un abanico de mil posibilidades, e incluso se podrían seguir añadiendo más si fueran necesarias.

## Otros niveles
Su estructura se basa en un modelo jerárquico decimal que abarca desde los temas más amplios hasta los más concretos. Cada una de las diez clases principales se divide a su vez en diez divisiones y cada una de estas en diez secciones. Así, cada nivel inferior estará subordinado al nivel superior, algo que se denomina Fuerza Jerárquica:
800 - Literatura
880 - Literatura eslava
882 - Literatura rusa
Y así sucesivamente, como puede observarse, cada nivel es una especialidad del anterior.
Su notación está desarrollada completamente en números arábigos, aunque en varias partes del esquema se sugiera el uso de letras del alfabeto para la distinción en algunas temáticas, como en el caso de la literatura.
En el año 1895, Dewey permitió a los belgas Paul Otlet y Henri La Fontaine traducir y adaptar su sistema para el proyecto del Repertorio Bibliográfico Universal. De esta forma desarrollaron un esquema llamado Manual del Repertorio Bibliográfico Universal en el año 1905, del que posteriormente surgió la Clasificación Decimal Universal.
El sistema Dewey es actualizado constantemente por la Online Computer Library Center (OCLC) desde 1988 cuando adquiere los derechos al comprar la editorial Forest Press. Las últimas ediciones en inglés son la Edición 23 (2011) y la Edición Abreviada 15 (2012), las cuales son las primeras ediciones que también se desarrollaron en formato web para consulta en línea. En español existen varias traducciones. La edición número veintidós traducida al español apareció en el año 2017. En esta edición se ha suprimido la Tabla 7. Grupo de personas, la cual resultaba redundante con respecto a la Tabla 1. Subdivisiones comunes, apartados 08 (Historia y descripción en relación con clases de personas) y 09 (Tratamiento histórico, geográfico, de personas):
- Sistema de Clasificación Decimal Dewey, Edición 15 Estándar (1955)
- Clasificación Decimal Dewey: para pequeñas bibliotecas públicas y escolares (1967) (basada en la edición inglesa: Introduction to Dewey decimal classification for British schools)
- Sistema de Clasificación Decimal, basado en la 18 ª edición con adiciones de la 19 ª edición (1980)
- Sistema de Clasificación Decimal, Edición 20 (1995)
- Sistema de Clasificación Decimal, Edición 21 (2000)
- Clasificación Decimal Dewey Abreviada e Índice Relativa, Edición Abreviada 14 (2008)
- Sistema de Clasificación Decimal Dewey, Edición 22 (2017)